# Дьюла Манді
Дьюла Манді або Юліус Мандель (угор. Mándi Gyula, нар. 14 липня1899, Будапешт — пом. 18 жовтня 1969, Будапешт) — угорський футболіст, що грав на позиції захисника. Один з найкращих угорських футболістів у період між двома світовими війнами. 9-разовий чемпіон Угорщини у складі клубу МТК («Хунгарія»). Найкращий футболіст Угорщини 1923 року.

## Клубна кар'єра
Розпочинав кар'єру в клубі «Ференцварош». В команді дебютував 3 травня 1914 року в товариському матчі. В чемпіонаті уперше зіграв 8 жовтня 1916 року у поєдинку з Кішпештом (1:0). За три сезони зіграв за команду лише 14 офіційних матчів, з яких 11 в чемпіонаті Угорщини.
В 1919 році перебрався до найсильнішої команди країни — МТК, котра на той момент чотири сезони поспіль ставала чемпіоном. Сучасники відзначали високу швидкість Манді, футбольний інтелект, а також його надзвичайну здатність правильно вибирати позицію і вміння читати гру. Дьюла одразу став ключовим гравцем МТК, що після його приходу ще шість років поспіль не мав рівних у себе в країні. В 1922 році австрійській журналіст Віллі Майсль (брат знаменитого футбольного діяча і тренера Гуго Майсля) називав МТК в числі трьох найсильніших футбольних клубів Європи разом з іспанською «Барселоною» і чехословацькою «Спартою». В складі МТК в той час виступало ціле сузір'я знаменитих футболістів, серед яких: Ференц Платко, Імре Шлоссер, Дьордь Орт, Йожеф Браун, Золтан Опата, Вільмош Кертес, Дьюла Фельдманн, Альфред Шаффер, Бела Гуттманн, Дьордь Мольнар та багато інших. У цій компанії Манді також був одним з найкращих, про що свідчить його визнання найкращим футболістом Угорщини в 1923 році.
В 1925 році Дьюла отримав важку травму, через яку пропустив більше року, зокрема весь сезон 1925/26 і фінал Кубка Угорщини 1925 року. В результаті операцій у нього одна нога стала коротшою за іншу на 3-4 дюйми. Останній матч в чемпіонаті до травми Манді зіграв 8 травня 1925 року, а наступний 28 листопада 1926 року.
З введенням професіоналізму в 1926 році МТК отримав приставку до назви — «Хунгарія». Клуб втратив одноосібне лідерство в країні, далася в знаки зміна поколінь у команді. Тим не менше, з трійки найкращих клуб не випадатиме, борючись за чемпіонство з «Ференцварошем» і «Уйпештом». Успішною ця боротьба стала для команди в 1929, коли «Хунгарія» під керівництвом тренера Бели Ревеса на одне очко випередила «Ференцварош». В цьому сезоні Манді відіграв в усіх 22 матчах. Склад команди був уже не таким зірковим як на початку 20-х, та кілька знаних в усій Європі гравців було: Ференц Хірзер, Дьордь Мольнар, Єньо Кальмар і Дьюла Манді.
В період з 1929 по 1935 рік «Хунгарія» здобула лише один трофей — Кубок Угорщини 1932 року. Фінальний матч проти «Ференцвароша» завершився нічиєю 1:1, а перегравання принесло перемогу команді Манді 4:3. Сам Дьюла в цей час лишався незамінним гравцем і одним з лідерів команди, хоча йому уже було за тридцять.
В 1927—1935 роках Манді зіграв 20 матчів у Кубку Мітропи, престижному міжнародному турнірі для найсильніших команд центральної Європи. У цьому змаганні показники «Хунгарії» значно скромніші, ніж у «Ференцвароша» і «Уйпешта», що по два рази здобували перемоги у 1927—1939 роках. Клуб Манді лише один раз дійшов до півфіналу змагань у самому першому розіграші 1927 року.
Славною сторінкою в історії «Хунгарії» стали чемпіонати 1936 і 1937 років, коли клуб двічі поспіль здобував чемпіонство. Ці титули чемпіона стали для Манді 8-м і 9-м в кар'єрі відповідно. Незважаючи на вік, він лишався корисним команді. У першості 1935/36 був основним, відігравши 25 матчів із 26. Скромнішими є його показники в чемпіонаті 1936/37 — 7 матчів. По завершенні цього сезону 38-річний Дьюла Манді завершив кар'єру гравця.

## Виступи за збірну

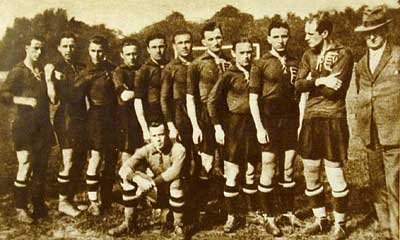
Збірна Угорщини 1924. Манді п'ятий справа

5 червня 1921 року дебютував в офіційних матчах у складі національної збірної Угорщини в грі проти збірної Німеччини (3:0). З того часу стабільно викликався в збірну до 1924 року. У 20-х роках у складі «Уйпешта» виступали брати-захисники Карой і Йожеф Фоглі, чия зв'язка вважалась однією з найкращих у Європі. У збірній Манді якраз конкурував з Йожефом Фоглем за місце лівого захисника, адже позиції Кароя Фогля справа були непорушними. В кількох матчах 1923 року тренери збірної використовували альтернативний варіант, коли місце знаходилося всім трьом футболістам: брати Фоглі грали в захисті, а Манді у півзахисті. На Олімпійських іграх у Франції грала пара Дьюла Манді — Карой Фогль. Збірна Угорщини в першому раунді перемогла збірну Польщі (5:0), а у другому несподівано поступилась скромній збірній Єгипту (0:3).
Після згаданої травми, Манді випав зі збірної. У 1925—1928 роках на його рахунку лише 1 зіграний матч. Повернення до основи відбулося в 1929 році. Дьюла виступав переважно у парі з Йожефом Фоглем, адже Карой уже завершив ігрову кар'єру. Коли ж збірну залишив і Йожеф Фогль, Манді перейняв у нього капітанську пов'язку.
Останній матч за збірну Манді зіграв в 1934 році. Його збірна проводила матч відбору до Чемпіонату світу проти Болгарії (4:1). Загалом на рахунку Дьюли 32 матчі за збірну, з яких 12 у ролі капітана команди.

## Тренерська кар'єра
З 1950 по 1956 рік Манді працював у тренерському штабі збірної Угорщини. Був асистентом Густава Шебеша, колишнього партнера по МТК. Ту збірну в Угорщині називають не інакше, як «Золота команда», у складі якої виступали уславлені Ференц Пушкаш, Йожеф Божик, Шандор Кочиш, Нандор Хідегкуті, Золтан Цибор, Дьюла Грошич. Команда протягом п'яти років не знала поразок, стала переможцем Олімпійських ігор 1952, а у 1954 році несподівано програла фінал Чемпіонату світу збірній ФРН (2:3).
Після збірної Манді перебрався в Бразилію, слідами ще одного колишнього партнера по МТК Бели Гуттманна. Рік провів в клубі «Америка».
З 1959 по 1963 рік очолював збірну Ізраїлю. Керував збірною в 30 матчах. Зокрема у відбіркових поєдинках до Олімпійських ігор 1960, де Ізраїль зумів нав'язати в групі боротьбу збірним Югославії і Греції, поступившись у підсумку югославам лише по різниці м'ячів.
В 1960 році тренував збірну на Кубку Азії, де ізраїльтяни зайняли друге місце. Вирішальний матч фінальної групи між господаркою і майбутньою переможницею турніру збірною Південної Кореї і збірною Ізраїлю завершився поразкою команди Дьюли Манді 0:3. Матч кілька разів зупинявся через безлад і тисняву на стадіоні, в результаті яких близько 30 людей були поранені і загинув один хлопчик.
Також керував збірною Ізраїлю у відбіркових матчах до Чемпіонату світу 1962. Ізраїльтяни пройшли збірні Кіпру (1:1, 6:1) і Ефіопії (1:0, 3:2), але поступились Італії (2:4, 0:6).
Помер Дьюла Манді 18 жовтня 1969 у Будапешті на 71-му році життя.

## Досягнення
Як гравець
- Чемпіон Угорщини: 1919–20, 1920–21, 1921–22, 1922–23, 1923–24, 1924–25, 1928–29, 1935–36, 1936–37
- Срібний призер Чемпіонату Угорщини: 1917–18, 1918–19, 1927–28, 1930–31, 1932–33
- Бронзовий призер Чемпіонату Угорщини: 1926–27, 1929–30, 1931–32, 1934–35
- Володар Кубка Угорщини: 1923, 1925, 1932
- Фіналіст Кубка Угорщини: 1935
- Найкращий футболіст Угорщини 1923

Як тренер
- Олімпійський чемпіон: 1952 (як асистент головного тренера)
- Фіналіст Чемпіонату світу: 1954 (як асистент головного тренера)
- Фіналіст Кубку Азії: 1960

## Статистика

### Клубні команди
| Клуб              | Сезон             | Чемпіонат | Чемпіонат | Чемпіонат | Кубок Мітропи | Кубок Мітропи | Кубок Мітропи |
| Клуб              | Сезон             | Ліга      | Матчі     | Голи      | Турнір        | Матчі         | Голи          |
| ----------------- | ----------------- | --------- | --------- | --------- | ------------- | ------------- | ------------- |
| «Ференцварош»     | 1916/17           | Д-1       | 7         | 0         |               |               |               |
| «Ференцварош»     | 1917/18           | Д-1       | 2         | 0         |               |               |               |
| «Ференцварош»     | 1918/19           | Д-1       | 2         | 0         |               |               |               |
| «Ференцварош»     | Всього            | Всього    | 11        | 0         | —             | —             | —             |
| МТК               | 1919/20           | Д-1       | 20        | 0         |               |               |               |
| МТК               | 1920/21           | Д-1       | 24        | 0         |               |               |               |
| МТК               | 1921/22           | Д-1       | 18        | 0         |               |               |               |
| МТК               | 1922/23           | Д-1       | 21        | 0         |               |               |               |
| МТК               | 1923/24           | Д-1       | 22        | 0         |               |               |               |
| МТК               | 1924/25           | Д-1       | 20        | 2         |               |               |               |
| МТК               | 1925/26           | Д-1       | 0         | 0         |               |               |               |
| «Хунгарія»        | 1926/27           | Д-1       | 10        | 0         | КМ            | 4             | 0             |
| «Хунгарія»        | 1927/28           | Д-1       | 20        | 0         | КМ            | 3             | 0             |
| «Хунгарія»        | 1928/29           | Д-1       | 22        | 0         | КМ            | 2             | 0             |
| «Хунгарія»        | 1929/30           | Д-1       | 18        | 0         |               |               |               |
| «Хунгарія»        | 1930/31           | Д-1       | 21        | 0         | КМ            | 2             | 0             |
| «Хунгарія»        | 1931/32           | Д-1       | 15        | 0         |               |               |               |
| «Хунгарія»        | 1932/33           | Д-1       | 19        | 0         | КМ            | 1             | 0             |
| «Хунгарія»        | 1933/34           | Д-1       | 18        | 0         | КМ            | 5             | 0             |
| «Хунгарія»        | 1934/35           | Д-1       | 14        | 0         | КМ            | 3             | 0             |
| «Хунгарія»        | 1935/36           | Д-1       | 25        | 0         |               |               |               |
| «Хунгарія»        | 1936/37           | Д-1       | 7         | 0         |               |               |               |
| «Хунгарія»        | Всього            | Всього    | 314       | 2         | —             | 20            | 0             |
| Всього за кар'єру | Всього за кар'єру | —         | 325       | 2         | —             | 20            | 0             |

### Виступи за збірну
| Дата       | Місто     | Господарі      | Результат | Гості          | Турнір                     | Голи | Примітки        |
| ---------- | --------- | -------------- | --------- | -------------- | -------------------------- | ---- | --------------- |
| 05/06/1921 | Будапешт  | Угорщина       | 3 – 0     | Німеччина      | товариський матч           | -    |                 |
| 06/11/1921 | Будапешт  | Угорщина       | 4 – 2     | Швеція         | товариський матч           | -    |                 |
| 18/12/1921 | Будапешт  | Угорщина       | 1 – 0     | Польща         | товариський матч           | -    |                 |
| 30/04/1922 | Будапешт  | Угорщина       | 1 – 1     | Австрія        | товариський матч           | -    |                 |
| 15/06/1922 | Будапешт  | Угорщина       | 1 – 1     | Швейцарія      | товариський матч           | -    |                 |
| 02/07/1922 | Бохум     | Німеччина      | 0 – 0     | Угорщина       | товариський матч           | -    |                 |
| 09/07/1922 | Стокгольм | Швеція         | 1 – 1     | Угорщина       | товариський матч           | -    | 47'             |
| 19/08/1923 | Будапешт  | Угорщина       | 3 – 1     | Фінляндія      | товариський матч           | -    |                 |
| 23/09/1923 | Будапешт  | Угорщина       | 2 – 0     | Австрія        | товариський матч           | -    |                 |
| 28/10/1923 | Будапешт  | Угорщина       | 2 – 1     | Швеція         | товариський матч           | -    |                 |
| 04/05/1924 | Будапешт  | Угорщина       | 2 – 2     | Австрія        | товариський матч           | -    |                 |
| 18/05/1924 | Цюрих     | Швейцарія      | 4 – 2     | Угорщина       | товариський матч           | -    |                 |
| 26/05/1924 | Париж     | Угорщина       | 5 – 0     | Польща         | Олімпійські ігри – 1 раунд | -    |                 |
| 29/05/1924 | Сент-Овен | Угорщина       | 0 – 3     | Єгипет         | Олімпійські ігри – 1/8     | -    |                 |
| 31/08/1924 | Будапешт  | Угорщина       | 4 – 0     | Польща         | товариський матч           | -    |                 |
| 26/12/1926 | Порту     | Португалія     | 3 – 3     | Угорщина       | товариський матч           | -    |                 |
| 05/05/1929 | Відень    | Австрія        | 2 – 2     | Угорщина       | товариський матч           | -    | Капітан команди |
| 08/09/1929 | Прага     | Чехословаччина | 1 – 1     | Угорщина       | Кубок Центральної Європи   | -    |                 |
| 06/10/1929 | Будапешт  | Угорщина       | 2 – 1     | Австрія        | товариський матч           | -    |                 |
| 01/06/1930 | Будапешт  | Угорщина       | 2 – 1     | Австрія        | товариський матч           | -    |                 |
| 08/06/1930 | Будапешт  | Угорщина       | 6 – 2     | Нідерланди     | товариський матч           | -    |                 |
| 21/09/1930 | Відень    | Австрія        | 2 – 3     | Угорщина       | товариський матч           | -    | Капітан команди |
| 28/09/1930 | Дрезден   | Німеччина      | 5 – 3     | Угорщина       | товариський матч           | -    | Капітан команди |
| 22/03/1931 | Прага     | Чехословаччина | 3 – 3     | Угорщина       | Кубок Центральної Європи   | -    | Капітан команди |
| 12/04/1931 | Будапешт  | Угорщина       | 6 – 2     | Швейцарія      | Кубок Центральної Європи   | -    | Капітан команди |
| 03/05/1931 | Відень    | Австрія        | 0 – 0     | Угорщина       | Кубок Центральної Європи   | -    | Капітан команди |
| 21/05/1931 | Белград   | Югославія      | 3 – 2     | Угорщина       | товариський матч           | -    | Капітан команди |
| 20/09/1931 | Будапешт  | Угорщина       | 3 – 0     | Чехословаччина | товариський матч           | -    | Капітан команди |
| 04/10/1931 | Будапешт  | Угорщина       | 2 – 2     | Австрія        | Кубок Центральної Європи   | -    | Капітан команди |
| 19/02/1932 | Каїр      | Єгипет         | 0 – 0     | Угорщина       | товариський матч           | -    | Капітан команди |
| 24/04/1932 | Відень    | Австрія        | 8 – 2     | Угорщина       | товариський матч           | -    | Капітан команди |
| 29/04/1934 | Будапешт  | Угорщина       | 4 – 1     | Болгарія       | Відбір до ЧС 1934          | -    | Капітан команди |
| Усього     |           | Матчів         | 32        |                | Голів                      | 0    |                 |